# 449
449 (CDXLIX) var ett normalår som började en lördag i den julianska kalendern.

## Händelser

### Augusti
- 3 augusti – Det andra konciliet i Efesus ("Rånarkonciliet") öppnas och leds av Alexandrias patriark Dioscorus. Konstantinopels och Antiochias patriarker, Flavian och Domnus II avsätts den 8 augusti. De efterträds på respektive post av Anatolius och Maximus II.

### Oktober
- Oktober – En romersk synod förkastar alla beslut, som har tagits vid det andra konciliet i Efesus.

### Okänt datum
- Vortigern allierar sig med Hengest och Horsa, hövdingar över jutarna, som har lett den anglosaxiska invasionen av Britannien (traditionellt datum).

## Födda
- Kavadh I, kung av Persien.

## Avlidna
- 11 augusti – Flavian, före detta patriark av Konstantinopel.
- Hilarius, biskop av Arles.
- Chlodio, kung över de saliska frankerna sedan 426 (död detta år, 445, 447 eller 448)